# Mensa International
Mensa és una associació de persones d'altes capacitats o alt quocient intel·lectual. L'únic requisit d'admissió és obtenir en un test d'intel·ligència una puntuació situada en el 2% superior de la població. El seu nom procedeix de mensa, taula  en llatí, en record a la Taula Rodona del Rei Artur, simbolitzant un club de socis amb iguals drets i obligacions.

## Fundació
Roland Berrill, advocat australià, i Lancelot Ware, científic i jurista anglès, van fundar Mensa a Anglaterra el 1946. La seva idea era crear una associació de superdotats amb un únic requisit d'admissió, el quocient intel·lectual, perquè fos aliena a qualsevol tipus de diferències polítiques, religioses, ideològiques o nacionals.

## Objectius
Mensa té tres objectius declarats: identificar i promoure la intel·ligència en benefici de la humanitat; promoure la investigació sobre la naturalesa, característiques i aplicacions de la intel·ligència i crear un ambient social que fomenti l'activitat intel·lectual dels seus socis.

## Perfil dels socis
Mensa reuneix a tota mena de persones de qualsevol procedència i formació amb l'objectiu de crear un ambient socialment enriquidor. Mensa accepta com a prova d'ingrés un certificat emès per un psicòleg degudament autoritzat per exercir la seva professió i també administra tests de quocient intel·lectual.
Mensa Internacional és una agrupació de "Menses" nacionals que té uns 100.000 socis. Els socis que resideixen en un país on hi ha una Mensa constituïda pertanyen a l'esmentat grup, mentre que en països amb pocs socis, formen part de Mensa Internacional. Els dos grups principals són American Mensa, amb 50.000 socis, i British Mensa (inclou Regne Unit i Irlanda), amb uns 25.000. Mensa Espanya funciona des de 1984, tenint més de 650 socis a Catalunya (finals de 2023). Existeixen grups nacionals reconeguts a l'Argentina i Colòmbia.